# Slivenská oblast
Slivenská oblast (bulharsky Област Сливен) je jedna z oblastí Bulharska. Leží na jihovýchodě země a jejím správním střediskem je Sliven.

## Administrativní dělení
Oblast se administrativně dělí na 4 obštiny.

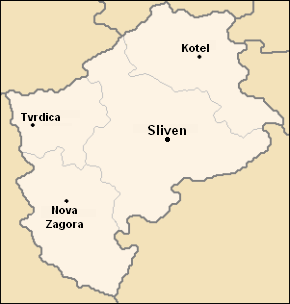
Slivenská oblast

| Obština - Kotel - Nova Zagora - Sliven - Tvărdica | Sídlo - Kotel - Nova Zagora - Sliven - Tvărdica |

## Města
Správním střediskem oblasti je Sliven, kromě sídelních měst jednotlivých obštin se zde nachází město Šivačevo.

## Obyvatelstvo
K 15. prosinci 2024 v oblasti žilo 194 859 obyvatel a bylo zde trvale hlášeno 221 398 obyvatel. Podle sčítání 7. září 2021 bylo národnostní složení následující:
- Bulhaři: 115 607 (74.6 %)
- Romové: 23 918 (15.4 %)
- Turci: 13 217 (8.5 %)
- ostatní[p 2]: 2 166 (1.4 %)